# Бурдж-Хамуд
Бурдж-Хамуд (араб. بُرْجُ حَمُّودٍ; вірм. Պուրճ Համուտ) — місто і муніципалітет у Лівані, розташований на північний схід від столиці Бейрута, в районі Матн, і є частиною Великого Бейрута. Місто густо населене вірменами, завдяки чому переважно і відоме.
Бурдж-Хамуд є змішаним житловим, промисловим і комерційним районом, а також один із найгустонаселеніших районів Близького Сходу. Бурдж-Хамуд має головну набережну (річки і моря) коло північного в'їзду Бейрута, яка, проте, зазнала безладної міської забудови.

## Історія

### Рінній час
Коли хворі і виснажені вірмени, під час османського геноциду вірмен, що пережили марші смерті в Дайр-ез-Заурі (Сирія), прибули до Бейрута після розпаду Османської імперії, їм було надано право будувати хатини на східних берегах річки Бейрут, що знаходилися біля боліт і заболочених земель. Потім їм було дозволено зводити повноцінні будинки, що стоять до сьогодення. 1952 року Бурдж-Хамуд став незалежним муніципалітетом і наразі є членом групи муніципалітетів Метн-Північ.
Батьком-засновником Бурдж-Хамуда та його муніципалітету був вірменський католицький отець Погос Аріс (арабською الأب بول عريس; вірменською Հայր Պօղոս Արիս), який відіграв важливу роль у створенні основ шумного міста й осередка ліванської вірменської громади та служив довгий час на посаді мера. Муніципалітет назвав на його честь головну вулицю Бурдж-Хамуда на знак визнання його значного внеску у становлення і розвиток міста.
Під час свого заснування і раннього врегулювання Бурдж-Хамуд також був поміж суперництва двох вірменських політичних партій, «Дашнакцутюн» та «Соціал-демократична партія «Хнчак»», які боролися за панування над нещодавно створеними нетрами. Це призвело до різних сварок і вбивств, що охопили вірменську громаду Лівану. Це було кульмінацією під час ліванської кризи 1958 року, коли дві партії та їхні прихильники стали поляризованими через релігійну суперечку про те, що католикос стане лідером вірменської апостольської церкви. Однак у розпал посилюваної міжрелігійної ворожнечі наприкінці 1960-х і початку 1970-х років вірменська громада Лівану почала зближуватися, та 1972 року партія «Хнчак» провели спільний з'їзд з дашнаками.

### Громадянська війна
Громадянська війна в Лівані загрожувала існуванню вірменської громади Бейрута, тому вони згуртувалися у Бурдж-Хамуді. Вірменська присутність вже була помітною в Бурдж-Хамуді численними вірменськими общинними центрами і церквами.
Під час ліванської громадянської війни багато молодих вірменів взяли зброю, одними з численних молодих вірмен були майбутні бійці «АСАЛА» Монте Мелконян та Вазґен Сіслян. Проте «Дашнакцутюн», вірменська політична партія, яка представляє більшість вірмен у діаспорі, постаралася зберегти нейтралітет. Через політику нейтралітету Вірменії маронітські ополченці чинили сильний тиск на жителів Бурдж-Хамуда, навіть атакувавши один із його кварталів.

### Лівано-ізраїльська війна 2006 року
Під час Другої ліванської війни 2006 року біженців приймали у церквах, школах та інших комплексах Бурдж-Хамуда, де їх годували і надавали притулки. Після конфлікту Туреччина запропонувала направити частину своїх військ до Лівану у складі UNIFIL. Більшість вірмен були категорично проти участі миротворчої місії Туреччини. Вони провели демонстрації проти турецьких сил у Бурдж-Хамуді.

## Географія

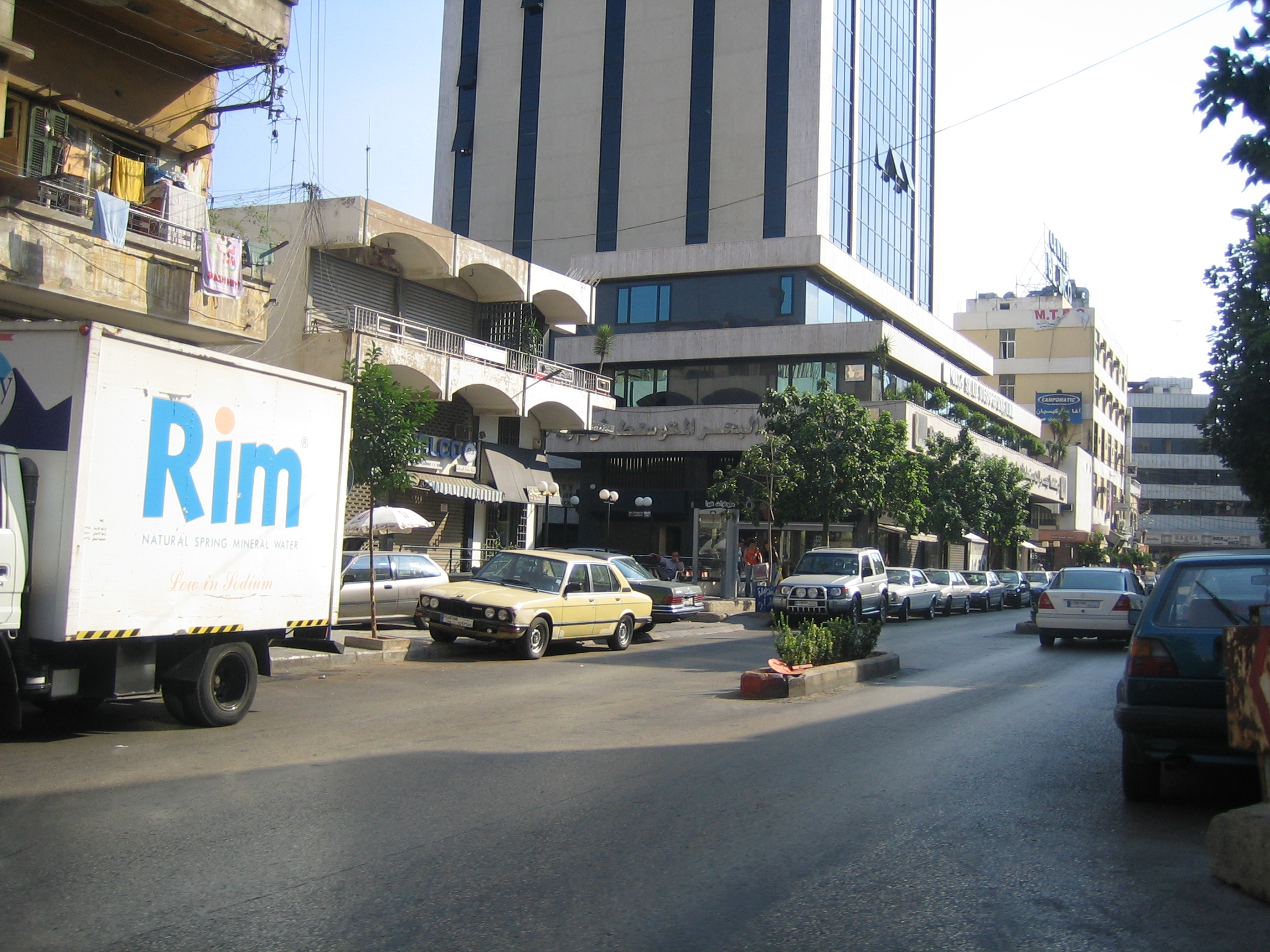
Торговий центр Сіті Молл у Бурдж-Хамуді

Бурдж-Хамуд розташований в оточенні спільнот Дора, Карантіна, Сін-ель-Філ та Ашрафія. Воно знаходиться на березі моря, з якого мешканці відвоювали кілька гектарів землі.
Більшість житлових будинків і споруд у Бурдж-Хамуді було побудовано в період з 1930 по 1970 роки. Вони були зазвичай від двох до чотирьох поверхів. Житлова конструкція була як у житлових будинків на Балканському півострові, з дерев'яними балконами, що нависають над вузькими вуличками. Місто стикається з деякими екологічними труднощами через своє розташування на околиці Бейрута. Бурдж-Хамуд має велику кількість церков, шкіл, культурних центрів й установ, розташованих в його околицях.

### Районування
Бурдж-Хамуд ділиться на сім основних районів.

#### Дора
Дора (الدورة) є великим комерційним і житловим районом Бурдж-Хамуда та має великий промисловий сектор. Дора в основному християнське передмістя Бейрута. Іноземні робітники, особливо єгиптяни та шріланкійці, також живуть у Дорі через дешевшу орендну плату.

#### Набаа
Набаа (النبعة) — це передмістя, яке має як комерційні, так і житлові зони, і є одним із найгустонаселеніших районів на Близькому Сході. Набаа межує із областю Сін-ель-Філ. Це основний мусульманський сектор у муніципалітеті Бурдж-Хамуда, населений переважно мусульманами-шиїтами, а також вірменами-християнами. Проте демографічні зміни, викликані громадянською війною в Лівані, призвели до того, що ліванці проживають в інших конфесіях, а також як іноземні робітники, переважно з Сирії, Єгипту та трудівників-мігрантів з Азії й Африки через нижчу орендну плату і можливості працевлаштування у цьому районі.

#### Нахр
Нахр (النهر) є районом, найближчим до Бейрута, і межує з річкою Бейрут, яка служить адміністративним розподілом між Бурдж-Хамудом і столицею. Тяжкий транспортний вузол служить для перетину з ліванською столицею через два головні мости під назвою «Джиср-Бейрут» (араб. جسر بيروت), що перетинають річку.

#### Гілан
Гілан (غيلان) розташований у східній частині Бурдж-Хамуда на більшій висоті, порівняно з іншими частинами міста. Вперше його заселила 1861 року родина Абу Абдалла.

### Галерея

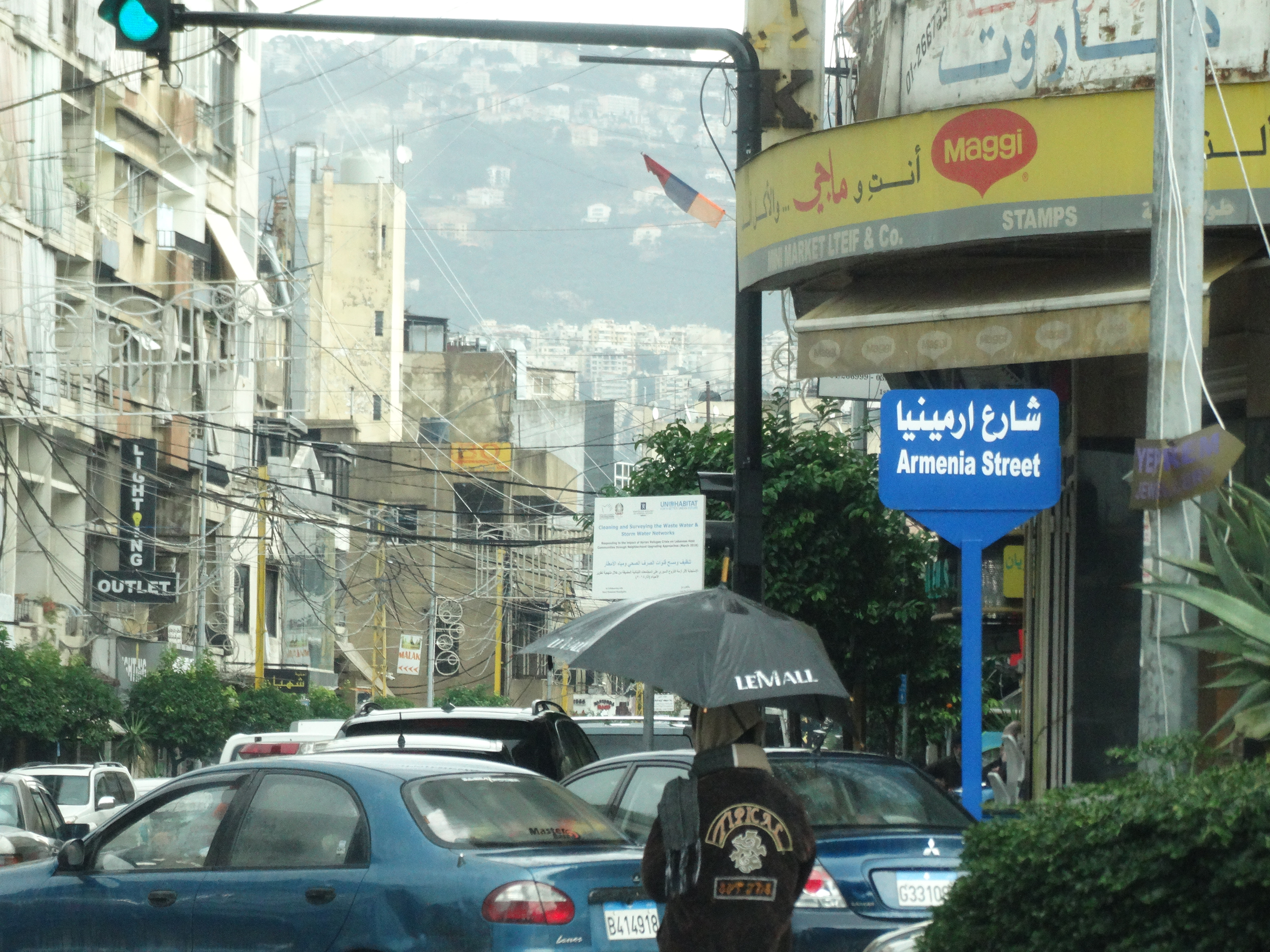
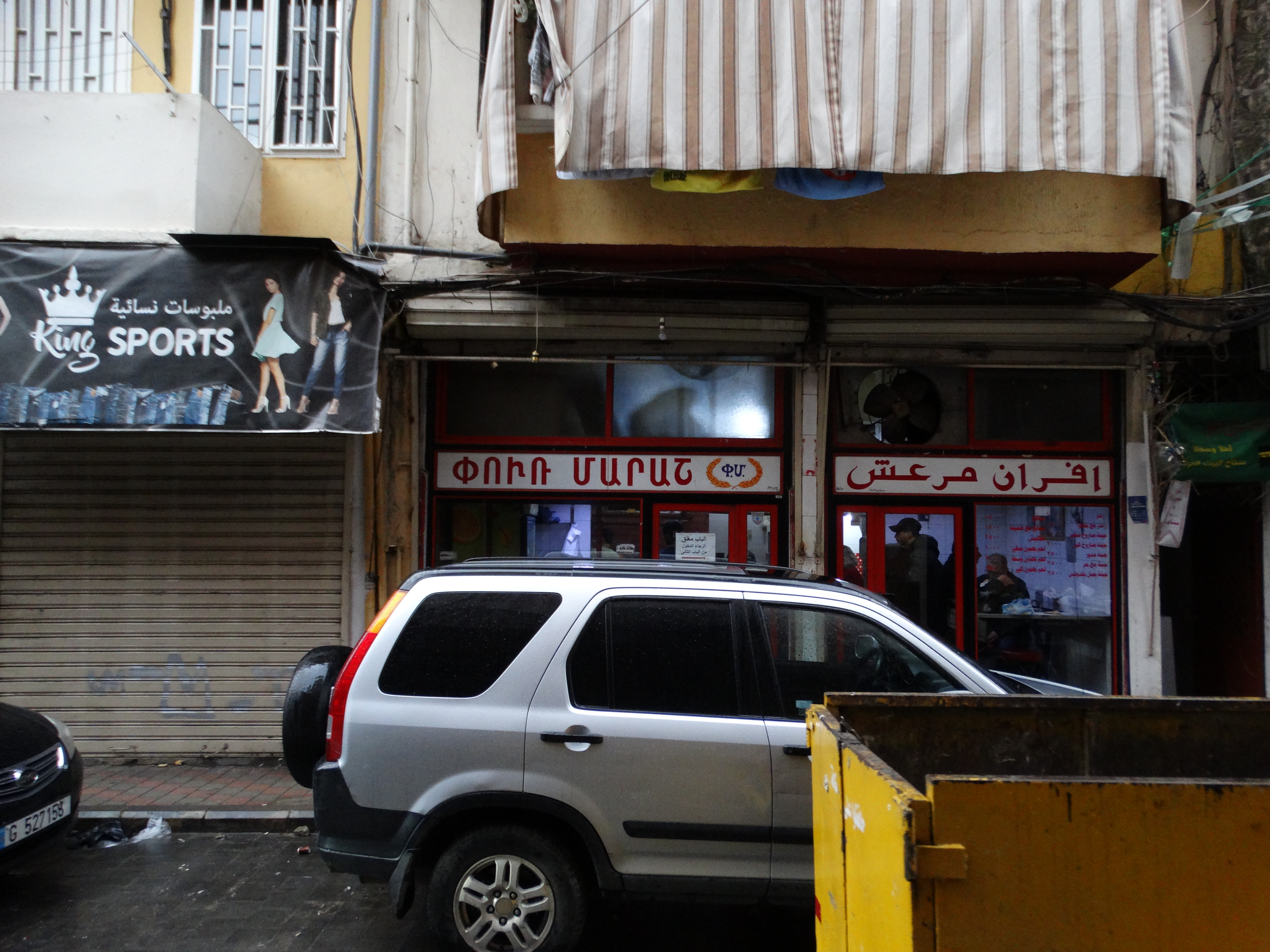
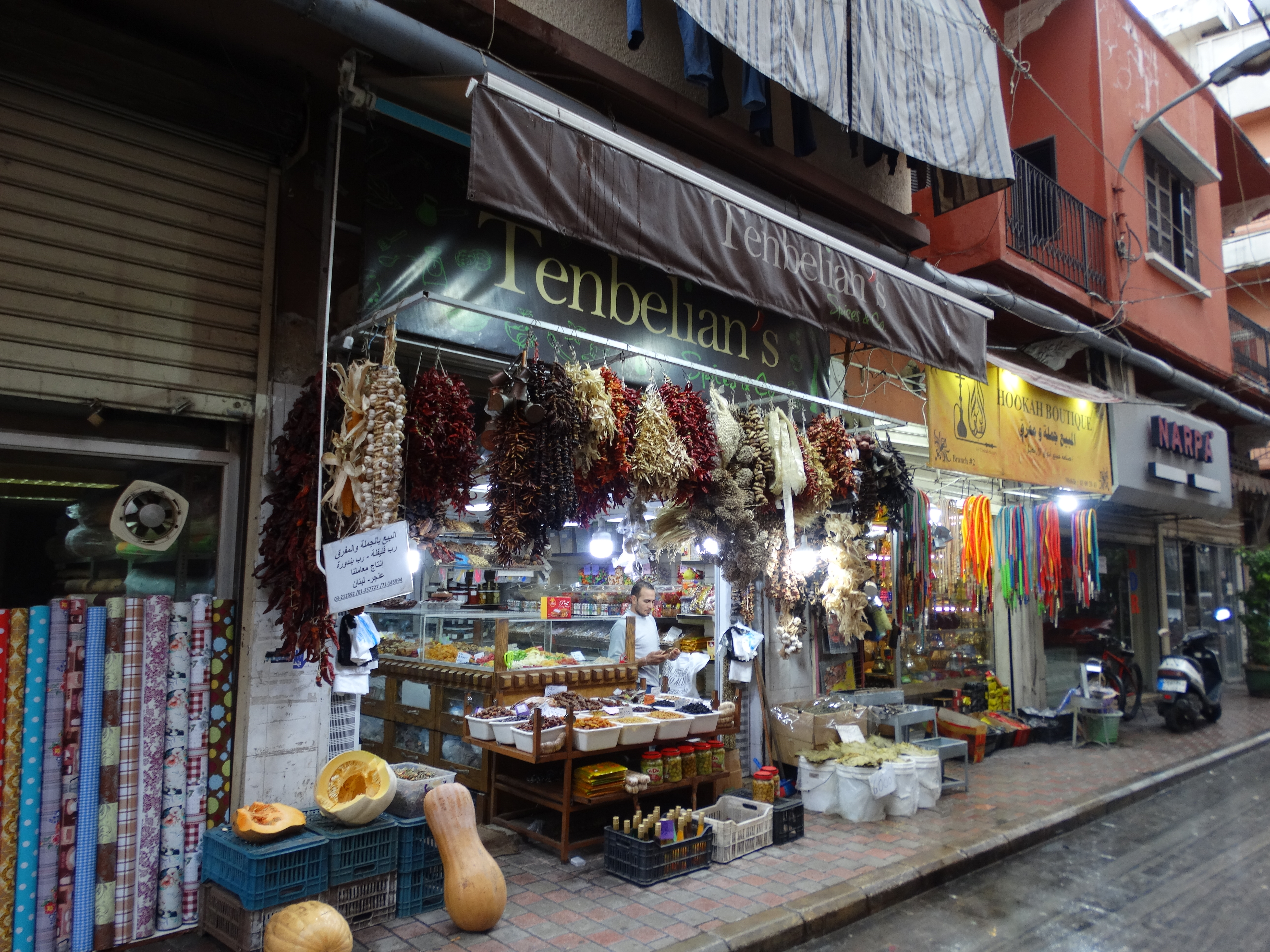
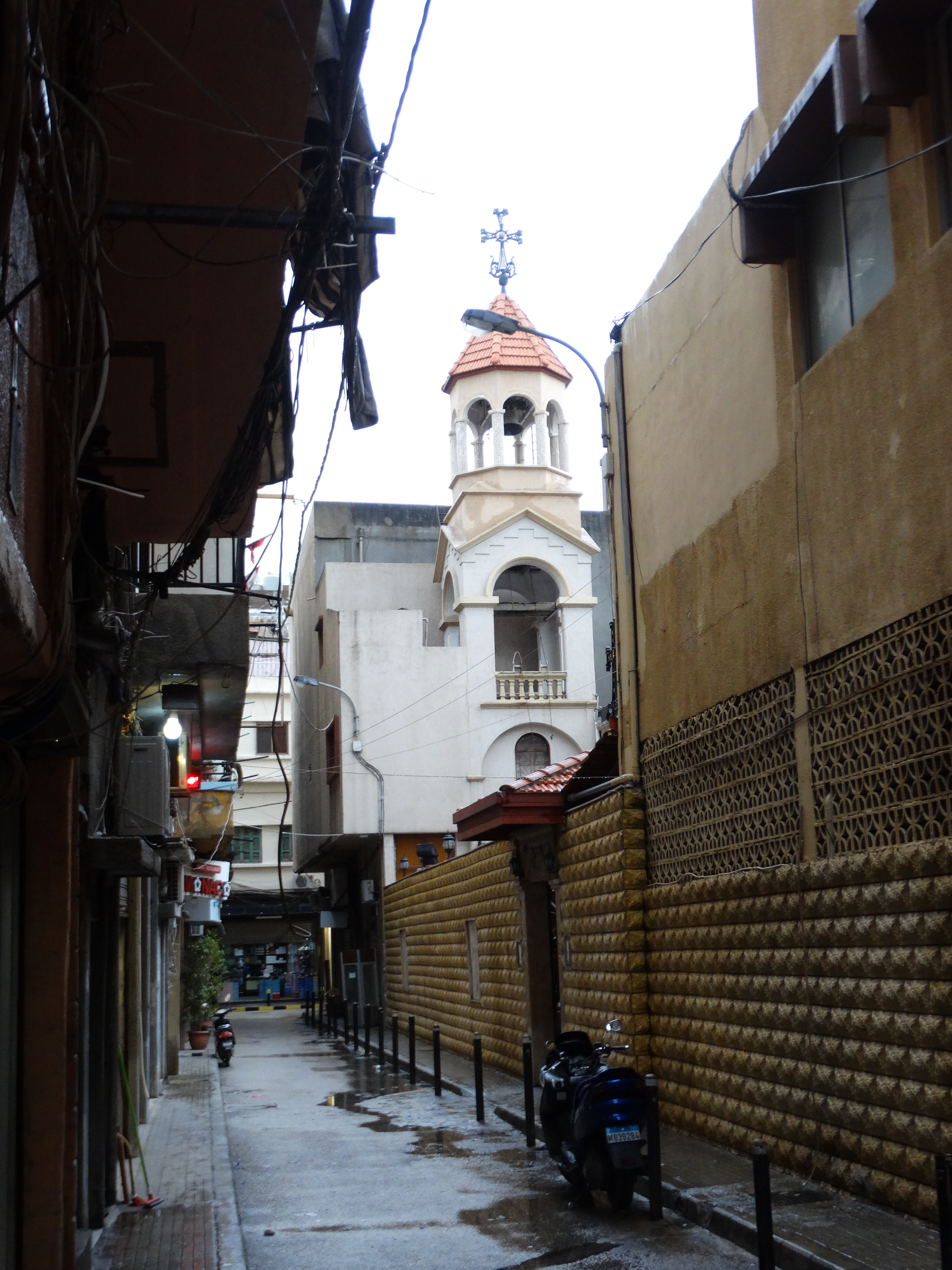
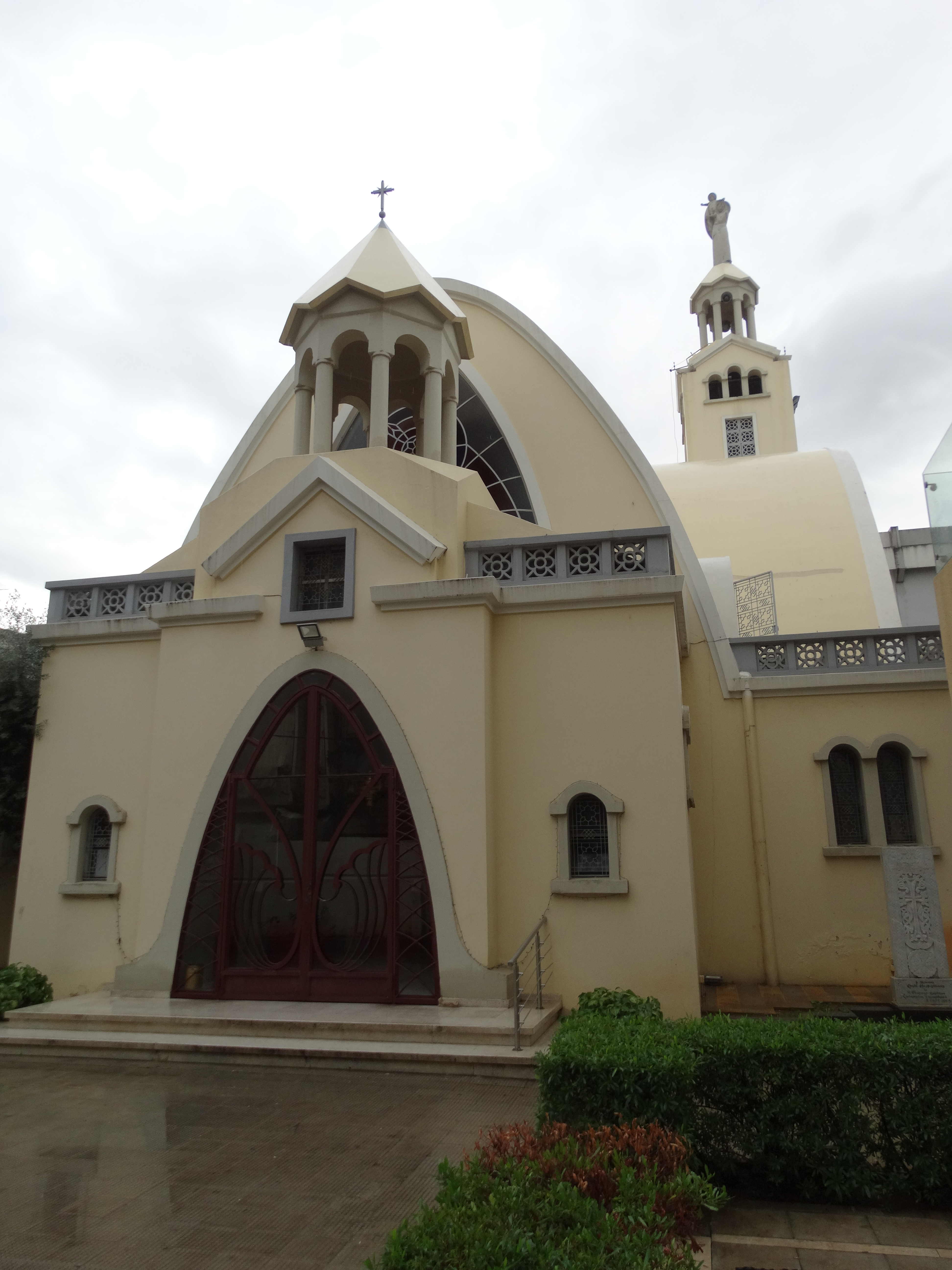
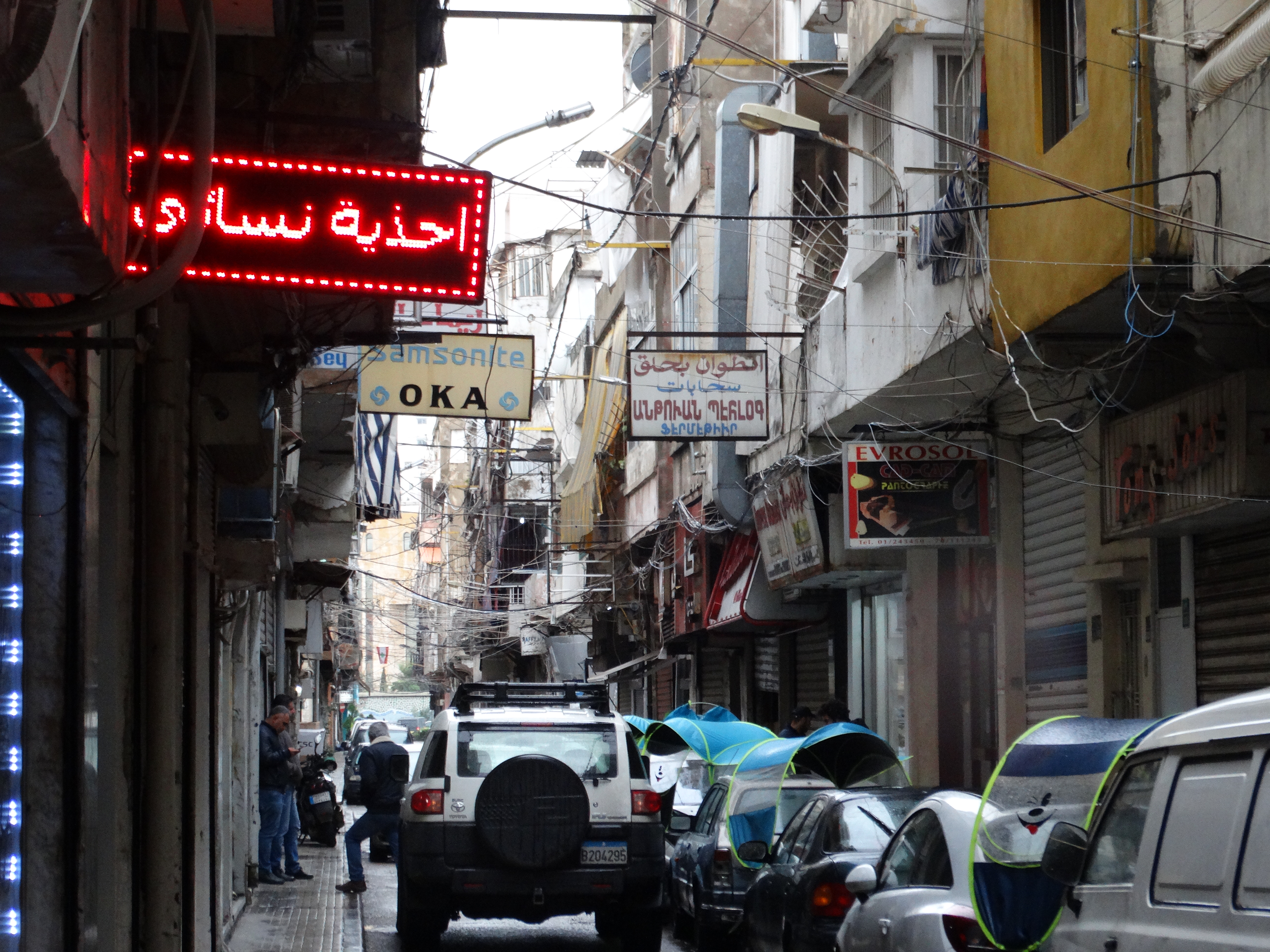

## Вірменська присутність
Більшість вулиць у Бурдж-Хамуді названо на честь міст сучасної Вірменії та вірменських міст у Туреччині, звідки місцеве вірменське населення бере свій початок. Існують вулиці з вірменською назвою Мараш, Сіс, Адана, Араґац, Кілікія, Єреван тощо. Багато вулиць відомі виключно своїм народним найменуванням, тоді як формальна чи юридична назви нехтуються; одним із таких випадків є вулиця Аманос, названа на честь населених вірменами районів південно-центральної частини Туреччини (нині Нур Даґлари), деякі жителі котрої можуть повністю нехтують формальну назву вулиці, яка офіційно називається Меґґі-ель-Хадж.

## Демографія
Населення Бурдж-Хамуда становить близько 150 000 осіб із щільністю 60 000 осіб на км², що робить його одним із найгустонаселеніших міст на Близькому Сході. Більшу частину населення становлять вірмени, але також є ліванські мусульмани-шиїти і християни, а також палестинці. Крім того, тут проживають заробітчани з низки країн Азії й Африки, а також біженці з Іраку і Сирії, що належать до різних конфесій.
Вірмени Лівану говорять західновірменською мовою, як і більшість вірмен Близького Сходу. У Бурдж-Хамуді багато вірменських шкіл. Тут розташовується редакція вірменської газети «Аздак», однієї з найбільших вірменських щоденних газет вірменської діаспори. У Бурдж-Хамуді є цілодобова ліцензована вірменська радіостанція «Голос Вана» (вірм. Վանի ձայնը).
Провідні вірменські політичні партії Бурдж-Хамуда: Дашнакцутюн, у котрій перебуває більша частина вірмен міста, Вірменська демократична ліберальна партія та Соціал-демократична партія «Хнчак».
Переважна більшість вірмен Бурдж-Хамуда є прихильниками Вірменської апостольської церкви, також мають місце бути вірмени-католики і вірмени-євангелісти.
Згадані політичні партії і релігійні конфесії мають власні установи, клуби, церкви та школи в районі Бурдж-Хамуда. Нинішній голова Бурдж-Хамуда — вірменин Мартіґ Погосян.

## Економіка
Економіка Бурдж-Хамуда спирається на п'яти основних галузях: ювелірні вироби ручної роботи, шкіряне виробництво (сумки, взуття, ремені), швейні фабрики, ресторани традиційної вірменської кухні, ринок спецій та зерна.
На додаток до сказаного вище, місто розглядається як важливий торговий осередок Лівану.

## Освіта
Школи
- Вірменські апостольські школи: Вірменська парафіяльна школа Аксора Касарджяна (вірм. Աքսոր Գասարճեան Ազգային Վարժարան), Вірменська парафіяльна школа Абґаряна (вірм. Աբգարեան Ազգային Վարժարան), Вірменська парафіяльна школа Сорока мучеників (вірм. Քառասուն Մանկանց) та Вірменський коледж Левона і Софії Акопян (вірм. Լեւոնի եւ Սոֆիա Հակոբյանի անվան հայկական քոլեջ);
- Вірменські католицькі школи: Середня школа і технічний коледж Месропяна (вірм. Մեսրոպյանի անվան ավագ դպրոց եւ տեխնիկական քոլեջ) та Середня школа Святого Аґнеса (вірм. Սբ. Ագնես ավագ դպրոց);
- Вірменські євангелічні школи: Вірменська євангелічна середня школа ім. Шамлян і Татікян (вірм. Հայ Աւետարանական Շամլեան Թաթիկեան Երկրորդական Վարժարան) та Середня школа Пітера і Еммануїла Торосян (вірм. Պետրոս եւ Էմանուել Թորոսյան միջնակարգ դպրոց);
- Неконфесійні школи: середня школа ім. Ваана Текеяна (вірм. Վահագն Թեքեյան ավագ դպրոց);
- Невірменські школи: Бурдж-Хамуд також має невірменські конфесійні, а також офіційні державні школи, серед яких Аль-Іная, Аль-Салам, Аль-Ахлія, Аль-Санабел, школа Святого Йосипа та Національний ліцей Лівану.

Коледжі
У Бурдж-Хамуді є два технічні і професійні коледжі: Технічна школа L.A.T.C. (Вірменська Апостольська Церква) та Технічний коледж імені Месропяна (Вірменська Католицька).
У Бурдж-Хамуд також є вірменська школа для нужденних дітей, яка називається «Звартноц».

## Релігія

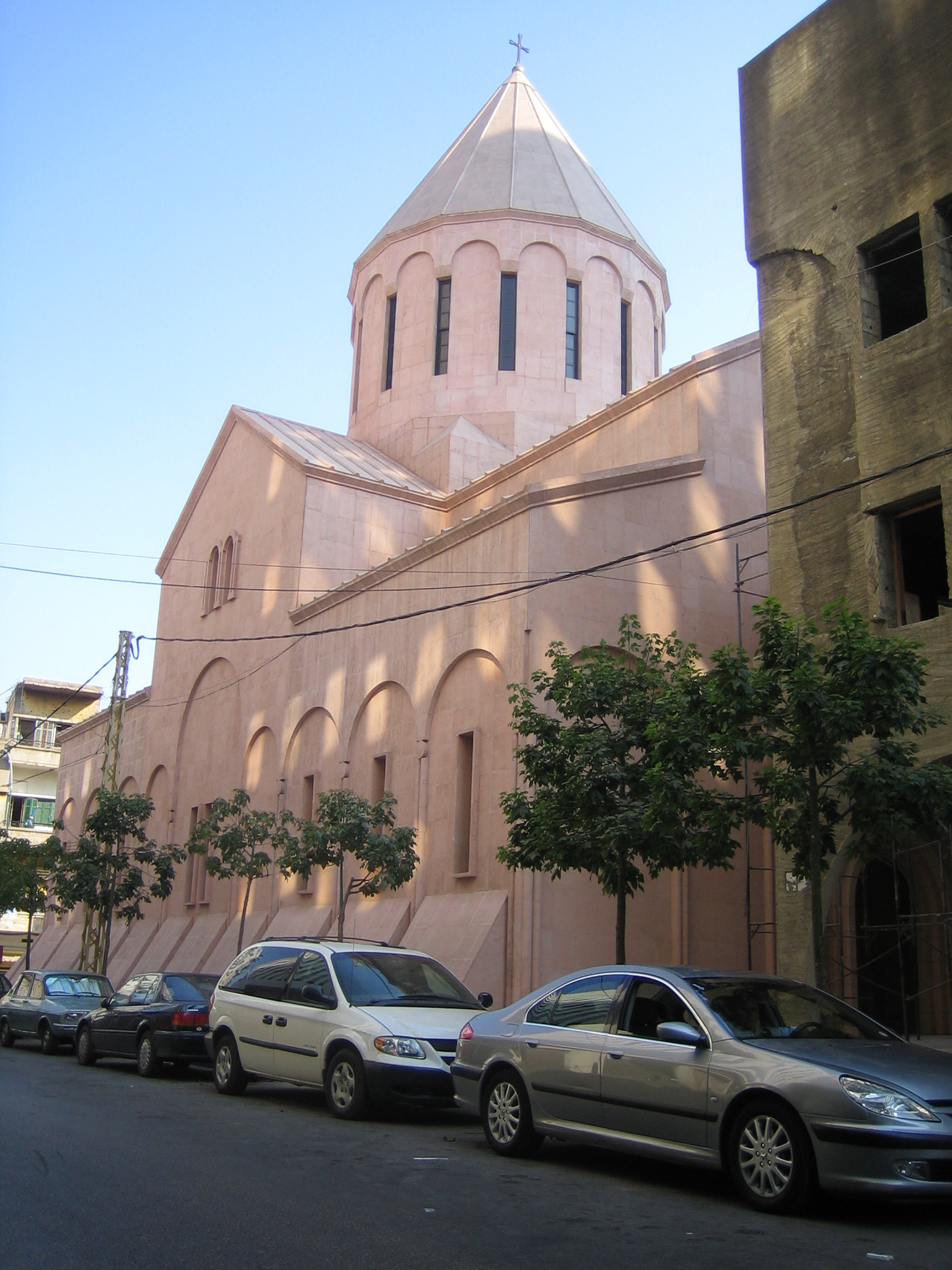
Церква Св. Вардана у Бурдж-Хамуді

- Вірменські апостольські церкви: Церква Св. Вардана, Церква Сорока мучеників, Церква Аствацацін та Церква Св. Сарґіса;
- Вірменські католицькі церкви: Церква Святого Спасителя;
- Вірменські євангелічні церкви: Вірменська євангелічна церква Нор Мараш, Вірменська євангелічна церква Аманос та Євангелічна церква Бога.

Невірменські конфесії також мають церкви в Бурдж-Хамуді, у тому числі маронітські (Мар Доуміт, Мар Юсеф (Святий Йосип)), грецькі православні та греко-католицькі церкви, а також адвентистські церкви.

## Спорт
Бурдж-Хамуд має муніципальний футбольний стадіон місткістю 10 500 місць.

## Зовнішні посилання
- Офіційний сайт муніципалітету Бурдж-Хамуд Архівовано лютий 19, 2020 на сайті Wayback Machine.
- Світлини Бурдж-Хамуда. Архів оригіналу за 28 вересня 2007.
- Карта Бурдж-Хамуда